# ランボルギーニ・LMA002
ランボルギーニ・LMA002はイタリアの自動車メーカーであるランボルギーニが製造したオフロードタイプのコンセプトカーである。
LMA002はLM001の後継モデルとして、1982年のジュネーブモーターショーで発表された。

## 概要
LMA002はチーターとLM001の問題点を改善し、エンジンをフロントに搭載している。このために、シャーシの再設計が行われた。エンジンはカウンタックと共通のV型12気筒エンジンが採用され、最高出力337PS (248kW; 332bhp)、最大トルク426N (314lb・ft)を発揮する。シャーシを再設計し、総重量はLM001から約500kg増加し、2,600kg (5,372ポンド)となった。フロントエンジンとなったため、後部のスペースを広く取ることが可能になり、11人の乗車が可能になった。
車両重量が増加したため、サスペンションの再設計とパワーステアリングの搭載が行われた。トランスミッションは油圧クラッチ付き5速マニュアルトランスミッションを採用。また、全輪駆動と後輪駆動の切り替えが可能になった。フロントディファレンシャルは最大25%、リアディファレンシャル・センターディファレンシャルは最大75%のロックが可能。また、センターディファレンシャルは100％ロックすることも可能である。LMA002のボディパネルは直線で構成されており、装甲板の追加や屋根・ドアの取り外しも可能だった。
当時ランボルギーニはサウジアラビア軍と500台から1000台の契約を結び、製造に向けて人員を30％増やしたが、結局この注文は実現せず、LMA002は1台のプロトタイプのみ製造されることとなった。その後、多くの変更と調整を経て、LM002として量産されることとなった。